# Lubomír Zaorálek
Lubomír Zaorálek (* 6. září 1956 Ostrava) je český politik a dramaturg, v letech 2009 až 2018 a opět od roku 2023 místopředseda SOCDEM (do roku 2023 Česká strana sociálně demokratická), od října 2024 navíc statutární místopředseda strany, od ledna 2014 do prosince 2017 ministr zahraničních věcí ČR v Sobotkově vládě a od srpna 2019 do prosince 2021 ministr kultury ČR ve druhé Babišově vládě.
Po sametové revoluci byl v lednu 1990 kooptován do Sněmovny lidu Federálního shromáždění za Občanské fórum, v níž setrval do červnových voleb téhož roku. Od června 1996 do října 2021 zasedal v Poslanecké sněmovně Parlamentu, v letech 2002–2006 působil jako předseda dolní komory.

## Život

### Vzdělání a období do sametové revoluce
V roce 1982 ukončil studium na Univerzitě Jana Evangelisty Purkyně v Brně, na Filozofické fakultě obory marxisticko-leninská filozofie a politická ekonomie. Podle svých slov se však přihlásil na obor „filosofie“ a k jeho přejmenování na „marxisticko-leninská filozofie a politická ekonomie“ došlo až během Zaorálkových studií. Během nich ve svých pracích, jak sám tvrdí, neobdivoval marxismus či leninismus, nýbrž se především zajímal o Tomáše Akvinského. Po ukončení studia pracoval v Československé televizi Ostrava jako dramaturg. Podílel se např. na seriálu Velké sedlo. Od roku 1986 do 1989 byl zaměstnán u Československé socialistické strany. V listopadu 1989 patřil mezi spoluzakladatele Občanského fóra v Ostravě.

#### Rodina
Je rozvedený, do roku 2000 byla jeho manželkou Ilona Zaorálková. Jeho současnou partnerkou je bývalá moderátorka České televize Šárka Bednářová. Má tři děti. Jeho bývalým švagrem je bývalý ostravský primátor Petr Kajnar.

### Politická kariéra od roku 1989
Profesně byl k roku 1990 uváděn jako politický pracovník (v té době také začal přednášet v Ostravě), bytem Ostrava-Kunčice.
V lednu 1990 zasedl v rámci procesu kooptací do Federálního shromáždění po sametové revoluci do Sněmovny lidu (volební obvod č. 113 – Ostrava II, Severomoravský kraj) jako bezpartijní poslanec, respektive poslanec za Občanské fórum. Ve federálním parlamentu zasedal do konce funkčního období, tedy do voleb v roce 1990.
V roce 1994 vstoupil do České strany sociálně demokratické v rámci vlny rozšiřování sociální demokracie o politiky menších levicových a liberálních stran. V ČSSD se dlouhodobě věnoval otázkám politické a sociální filozofie, problematice Moravskoslezského kraje, či zahraniční politice.
Ve volbách v roce 1996 byl zvolen do Poslanecké sněmovny Parlamentu České republiky za ČSSD a poslanecký mandát obhájil ve volbách v roce 1998, volbách v roce 2002, volbách v roce 2006 i volbách v roce 2010. V letech 2002–2006 byl předsedou Poslanecké sněmovny. V letech 2010 až 2013 působil jako 1. místopředseda Poslanecké sněmovny parlamentu České republiky a stínový ministr zahraničních věcí ČSSD. Je také předsedou představenstva Masarykovy demokratické akademie.
Ve volbách do Poslanecké sněmovny v roce 2021 kandidoval jako lídr ČSSD za Moravskoslezský kraj, ČSSD nepřekročila pětiprocentní hranici nutnou pro vstup do Sněmovny. Mandát poslance tedy neobhájil.

#### Ministr zahraničních věcí
Ve volbách do Poslanecké sněmovny v roce 2013 kandidoval v Moravskoslezském kraji jako lídr ČSSD a znovu získal poslanecký mandát. V lednu 2014 se stal kandidátem ČSSD na post ministra zahraničních věcí ve vládě Bohuslava Sobotky. Dne 29. ledna 2014 byl do této funkce jmenován.

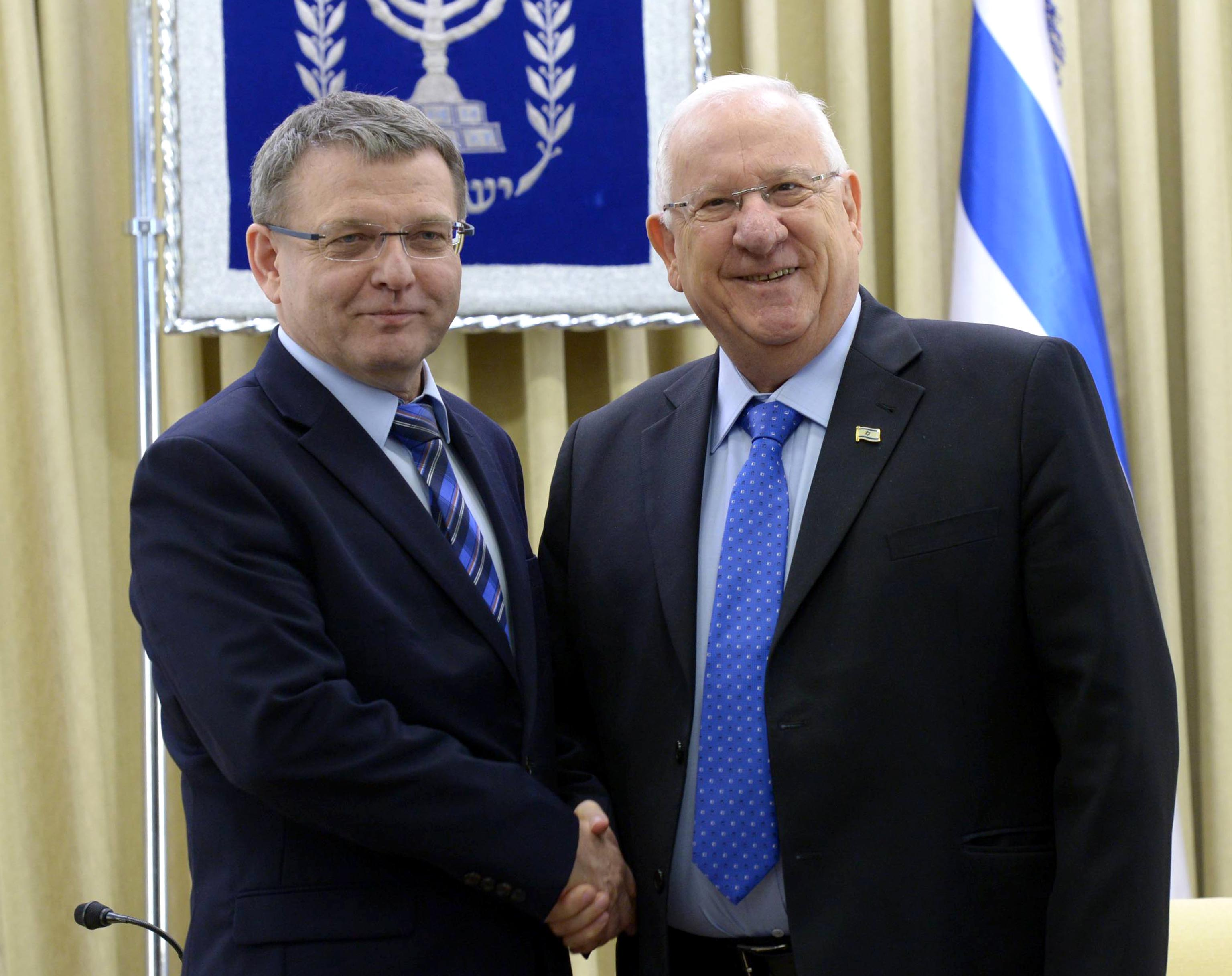
Lubomír Zaorálek a izraelský prezident Re'uven Rivlin, duben 2016

Dne 29. dubna 2014 podepsal spolu se svým čínským protějškem Wang I prohlášení o prohloubení vzájemné politické a ekonomické spolupráce. V textu mimo jiné stojí, že „Česká republika nepodporuje samostatnost Tibetu v jakékoliv formě“. To vyvolalo vlnu nevole zejména u opozičních pravicových stran. Zaorálek je autorem Prohlášení čtyř o územní celistvosti Čínské lidové republiky, které bylo podepsáno 18. října 2016 v reakci na setkání ministra kultury Hermana s tibetským duchovním vůdcem dalajlámou. Jeho první náměstek, Petr Drulák, zahájil revizi orientace české zahraniční politiky, dosud v duchu Václava Havla založené na kritice nedodržování lidských práv v nesvobodných režimech.
Na 38. sjezdu ČSSD v březnu 2015 byl již po čtvrté zvolen místopředsedou strany, získal 526 hlasů. Tuto funkci obhájil i na 39. sjezdu ČSSD v Brně v březnu 2017. Hlas mu dalo 591 delegátů.
Kritizoval stavbu izraelských osad na Západním břehu Jordánu, tedy na území budoucího státu Palestina, které jsou z hlediska mezinárodního práva a OSN nelegální. Zaorálek uvedl, že „pokud dochází k pokračování osídlování oněch oblastí, které patří k palestinské autonomní správě a o kterých nebylo rozhodnuto, že by měly patřit k Izraeli, nebo je to dokonce často naopak, tak to je vlastně přímo torpédování toho procesu vytváření dvou samostatných států.“
V červnu 2016 odmítl označit masakr Arménů v Osmanské říši za genocidu a uvedl, že „hodnocení, kdo za to nese zodpovědnost, bych ponechal především nezávislým historikům.“ Odsoudil politické čistky v Turecku, které zahájila turecká vláda po neúspěšném pokusu o vojenský převrat 15. července 2016.
Na konferenci Prague European Summit v červnu 2017 hovořil o zločinech západních zemí v koloniální éře i v pozdější době a prohlásil, že lidé v zemích třetího světa si začínají s nárůstem vzdělání tyto zločiny více uvědomovat a to přispívá k protizápadním náladám v těchto zemích a k radikalizaci některých muslimů. Zaorálek připomněl Velké indické povstání proti britské koloniální nadvládě, zacházení s domorodci v Belgickém Kongu nebo Italské Libyi, válku v Alžírsku, válku ve Vietnamu nebo válku v Iráku. Podle Zaorálka „Stejně šokující jako rozsah těchto zločinů je to, jak rychle na ně Západ zapomněl.“
Zaorálek odmítl povinné kvóty na přerozdělování migrantů mezi členské státy Evropské unie. Podle Zaorálka mezi bohatými a chudšími členy EU existují velké rozdíly v životní úrovni a migranti, kteří přicházejí do Evropy z ekonomických důvodů, do chudších východních států EU nechtějí.
Ve volbách do Poslanecké sněmovny PČR v roce 2017 byl lídrem ČSSD v Moravskoslezském kraji. Po rezignaci Bohuslava Sobotky se v polovině června 2017 stal volebním lídrem ČSSD pro tyto volby a zároveň kandidátem strany na post premiéra. Získal 8 973 preferenčních hlasů a obhájil tak mandát poslance. Ve funkci ministra zahraničních věcí ČR setrval do 13. prosince 2017, kdy byl novým ministrem jmenován Martin Stropnický. V únoru 2018 skončil také ve funkci místopředsedy ČSSD.

#### Zahraniční výbor
Od 15. prosince 2017 zastával funkci předsedy zahraničního výboru Poslanecké sněmovny Parlamentu ČR. Z této funkce vyzval v říjnu 2018 k potrestání Saúdské Arábie za vraždu opozičního novináře Chášukdžího a za vojenskou intervenci v Jemenu. Podle Zaorálka „Nemáme z Jemenu mnoho informací kromě toho, že se tam útočí na školy, autobusy s dětmi. Dochází tam k obrovskému utrpení, které je stranou pozornosti a za které nese ve velké míře odpovědnost Saúdská Arábie.“

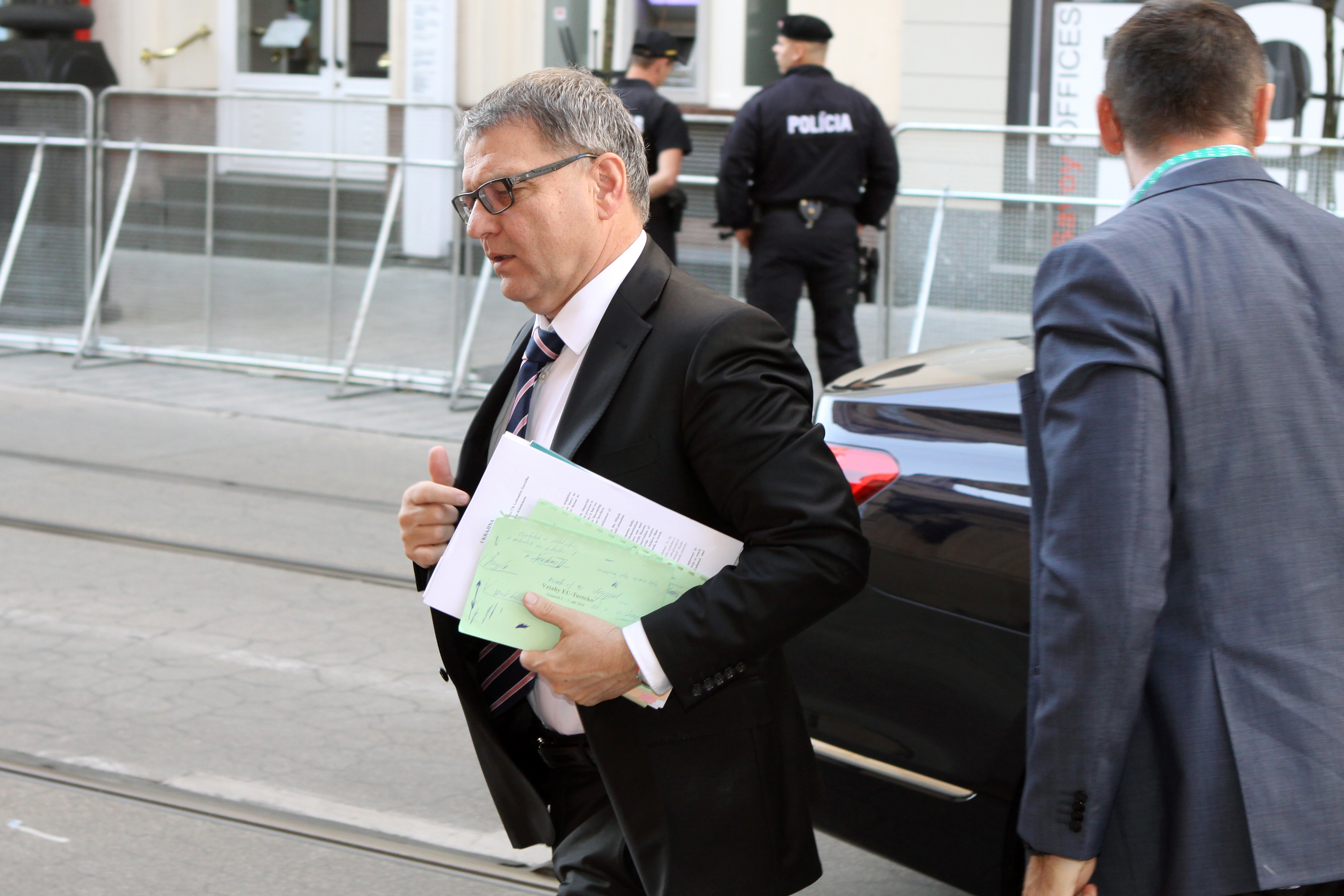
Lubomír Zaorálek jako ministr zahraničí, 2016

V červnu 2018 označil imigraci z Vietnamu za bezpečnostní riziko, protože mnoho Vietnamců v Česku je podle Zaorálka zapojeno do organizovaného zločinu a prodeje drog. Proti jeho výrokům protestovalo velvyslanectví Vietnamské socialistické republiky, které podalo protestní nótu českému ministerstvu zahraničí.
Podpořil stažení českých vojáků z Afghánistánu, kteří byli zapojeni do války v Afghánistánu v letech 2002-2021. V pořadu Dvacet minut Radiožurnálu prohlásil: „V NATO jsem seděl mnohokrát, účastnil jsem se debat s ministry, kde jsme se mnohokrát shodli na tom, jak jsme na tom špatně a že z toho nenacházíme cestu.“

#### Ministr kultury
Poté, co se během vládní krize v létě roku 2019 vyvolané nejprve odmítnutím demise ministra kultury Staňka ze strany prezidenta a přiživené odmítnutím jmenování nového ministra kultury kandidát na ministra kultury a místopředseda ČSSD Michal Šmarda vzdal nominace, předseda ČSSD Jan Hamáček 21. srpna oznámil, že novým ministrem kultury bude Lubomír Zaorálek. Prezident Zeman i premiér Babiš vzkázali, že nemají s jeho nominací problém, ačkoli Zaorálek v minulosti patřil k velkým kritikům jak Babiše, tak dříve i Zemana. Zaorálek avizoval, že se bude soustředit především na platy pracovníků v kultuře a na stabilizaci celého resortu. Většina představitelů kulturních institucí jeho nominaci uvítala jako alespoň částečný prostředek ke konci nejistoty v resortu kultury.
Dne 26. srpna 2019 se Zaorálek sešel s prezidentem Zemanem na zámku Lány a ten jej o den později na Pražském hradě jmenoval do funkce ministra kultury ČR.
Lubomír Zaorálek se krátce po uvedení do funkce snažil o nápravu některých kontroverzních kroků Antonína Staňka. Oznámil, že se sejde s odvolanými členy Rady pro klasickou hudbu a požádat je, aby v práci pokračovali. Zároveň zahájil přezkum Staňkova rozhodnutí o zrušení památkové ochrany Hadích lázní v Teplicích. Zrušil výběrové řízení na obsazení místa generálního ředitele Národní galerie v Praze, do kterého se k 2. září 2019 nikdo nepřihlásil a ministr je považoval ze nedostatečné, protože nepočítalo se zahraničními uchazeči. Plánoval cestu do Olomouce, kde řešil situaci po Staňkově odvolání šéfa Muzea umění Olomouc (MUO) Michala Soukupa, které tamní zaměstnanci považovali za neplatné.
V květnu 2020 vydal spolu s Tomášem Petříčkem a Karlem Schwarzenbergem společný článek kritizující tehdejší plán izraelské vlády na anexi izraelských osad na Západním břehu Jordánu. Podle autorů by anexe znemožnila vytvoření palestinského státu, přičemž tzv. dvoustátní řešení je zakotveno v mezinárodním právu i české koncepci zahraniční politiky. Za článek sklidili kritiku prezidenta Zemana.
Ve středu 3. června 2020 zastupoval státní orgány na posledním rozloučení se zpěvačkou Evou Pilarovou v bazilice Panny Marie v Praze na Strahově v přímém televizním přenosu TV Noe.
Prohlásil, že se mu „hrubě nelíbí“ poškozování a ničení soch a další „útoky na kulturu“ ve Spojených státech a v západní Evropě, které započaly během protestů po smrti George Floyda. Jako příklad uvedl poškození pomníku španělského spisovatele Miguela de Cervantese v Kalifornii, přestože Cervantes sám strávil několik let života jako otrok v Alžírsku. Podle Zaorálka „Jestli se někomu stavěly sochy, tak to bylo v drtivé většině jako hold za to, že něco mimořádného ve své době udělal. Ne proto, že by ti lidé byli bez poskvrnky a dokonalí. Takového bychom asi těžko hledali, to by neexistovala žádná socha.“
Když byl v dubnu 2021 odvolán ministr zahraničních věcí ČR Tomáš Petříček, dostal Zaorálek nabídku se této funkce ujmout jako jeho nástupce. Toto však odmítl s tím, že má na Ministerstvu kultury ČR spoustu rozdělané práce. ČSSD tak nakonec nominovala Jakuba Kulhánka a Zaorálek zůstal ministrem kultury ČR.
Ve volbách do Poslanecké sněmovny PČR v roce 2021 byl lídrem kandidátky ČSSD v Moravskoslezském kraji. Zvolen však nebyl, neboť ČSSD nepřekročila pětiprocentní hranici nutnou pro vstup do Sněmovny.

##### Czechiana
Největší kauza, kterou na Ministerstvu kultury zdědil po svém předchůdci, byla zmanipulovaná zakázka na podle ministra megalomanský projekt Czechiana za 450 milionů korun, která čekala na podpis ministra. Lubomír Zaorálek nedostal uspokojivé odpovědi úředníků na otázky po smyslu celého projektu a proto ho zrušil. Zakázku měl na starosti odbor IT vedený Josefem Praksem. Do jeho agendy na ministerstvu spadalo také čerpání evropských peněz a evropské projekty. Odbor IT patřil vždy pod ekonomického náměstka Reného Schreiera, avšak když úřad v roce 2018 převzal Antonín Staněk, podřídil ho přímo ministrovi a ředitele odboru postavil na úroveň svého náměstka. Praks si na ministerstvu vybral jako zástupce Radomila Mazače, který měl na starosti technické detaily zakázek. Jako oficiální technickou specifikaci k veřejné zakázce měl přitom přitom použít podklady, které mu dodala skupina kolem manažerů Huawei, což on i Praks popírají. Tato čínská firma měla celkem tři projekty na MK realizovat přes nastrčené firmy. Lubomír Zaorálek všechny problematické zakázky v hodnotě jedné miliardy korun zrušil, odpovědné úředníky postavil mimo službu, změnil organizační strukturu ministerstva, vypsal nová výběrová řízení a celou záležitost předal policii.

#### Místopředseda strany, lídr do eurovoleb
Na 45. sjezdu ČSSD v červnu 2023 kandidoval proti dosavadnímu předsedovi Michalu Šmardovi a místopředsedovi ČSSD Břetislavu Štefanovi na funkci předsedy strany. Se ziskem 58 ze 176 hlasů však nebyl zvolen a předsednickou funkci obhájil Šmarda. Stal se však místopředsedou strany, když ve volbě získal 121 hlasů (ke zvolení bylo potřeba 79 hlasů). Strana se na tomto sjezdu přejmenovala na SOCDEM.
V prosinci 2023 se stal lídrem kandidátky SOCDEM ve volbách do Evropského parlamentu v červnu 2024. Strana však získala pouze 1,86 % hlasů, a zvolen tak nebyl.

### Střelba na Filozofické fakultě
V době střelby na Filozofické fakultě Univerzity Karlovy dne 21. prosince 2023, při které zahynulo 15 lidí včetně útočníka, měl přednášku ve 3. patře budovy Filozofické fakulty na náměstí Jana Palacha v Praze. K útoku došlo ve 4. patře. Zaorálek byl se svými studenty během útoku evakuován z budovy. V dubnu 2024 uvedl v rozhovoru pro média, že mu studenti řekli, že útočník se pohyboval po budově Filozofické fakulty už nějakou dobu před útokem. Podle Zaorálka si studenti stěžovali na mlčení ze strany policie a její popis událostí považovali za „nevěrohodný“.

### Statutární místopředseda SOCDEM
Na sjezdu SOCDEM v říjnu 2024, kde byla zároveň předsedkyní zvolena Jana Maláčová, se Zaorálek stal statutárním místopředsedou strany. Ve funkci nahradil místostarostu Bohumína Igora Bruzla. Zaorálek jakožto jediný kandidát na post statutárního místopředsedy obdržel 100 hlasů ze 135 platných hlasů.
Od vypuknutí války v Pásmu Gazy v říjnu 2023 kritizoval českou diplomacii za její nekompetenci a jednostrannou podporu silového řešení konfliktu, který prosazovala izraelská vláda Benjamina Netanjahua. V květnu 2025 znovu zkritizoval českou diplomacii i vládu za alibistické výroky v době, kdy izraelská armáda přes dva měsíce blokovala přísun humanitární pomoci do Pásma Gazy a pokračovala ve vojenské ofenzivě. Současně obvinil Českou televizi z jednostranného vysílání a zaujatosti proti Palestincům. Uvedl, že oproti zahraničním médiím není na ČT takřka vůbec reportováno o narůstajících útocích izraelských osadníků, humanitární katastrofě v Pásmu Gazy nebo o každodenních represích Palestinců na okupovaném Západním břehu Jordánu.
V červnu 2025 rozhodlo předsednictvo SOCDEM, že Zaorálek má kandidovat na 2. místě kandidátní listiny hnutí Stačilo! v Moravskoslezském kraji (tj. za předsedkyní KSČM Kateřinou Konečnou). V červenci 2025 byla jeho pozice na kandidátní listině hnutím potvrzena (několik týdnů SOCDEM o podobě spolupráce se Stačilo! vyjednávala).